# Phoenix (Columbia Británica)
Phoenix es un pueblo fantasma ubicado en la región de Columbia Británica, en Canadá. Se ubica a 11 km al este de Greenwood. En otro tiempo era conocida como "la ciudad más alta de Canadá" ya que se ubicaba a 1 412 metros sobre el nivel del mar. Fue una exitosa ciudad minera entre la década de 1890 y 1919. En sus mejores tiempos llegó a tener una población de 1000 habitantes e incluso tuvo un auditorio para ópera, veinte hoteles, una cervecería y su propio casino. El magistrado Judge Willie Williams, quien ejerció su labor ahí de 1897 hasta 1913,: 178 se hizo famoso por su declaración: "soy el juez supremo, en la corte más alta, en la ciudad más alta de Canadá". En 1911 el equipo de hockey de esta ciudad ganó el campeonato provincial y pidió que se les dejará jugar en el torneo de Stanley Cup; sin embargo, ya era demasiado tarde para clasificarse. La compañía  “The Granby Consolidated Mining, Smelting and Power Company, Limited" operó la mina de Phoenix, que llegó a producir 13 678 901 de toneladas de mineral antes de que las operaciones cesaran el 14 de junio de 1919.

## Años de esplendor
En 1891 se descubrió cobre en Phoenix, un hallazgo que se atribuye al explorador americano Bob Denzler. Su descubrimiento dio paso a la construcción de un asentamiento que fue llamado "Greenwood Camp". Sin embargo, no fue hasta 1895 cuando se percataron de la verdadera riqueza del lugar y así comenzó su auge.: 176  Las cabañas fueron reemplazadas por casas de madera y de ladrillo. Después, en 1896, la red ferroviaria canadiense, Canadian Pacific Railway y la estadounidense, Great Northern Railway, se asentaron en Greenwood. Para entonces, exceptuando la mina ubicada en Rossland, las ganancias estaban excediendo la producción combinada de todas las demás minas de cobre en la Columbia Británica.: 177  La ciudad creó su propio periódico llamado Phoenix Pioneer, en 1896. Para el primero de octubre de 1898, "Greenwood Camp" pasó a llamarse Phoenix, cuando abrió la primera oficina postal. A comienzos de 1900, Phoenix era una próspera comunidad con servicios de electricidad y teléfono, un hospital, sala de banquetes, salón de baile, teatro de la ópera y su propia diligencia. La prosperidad se notaba incluso en los alimentos y alojamientos: el día de Navidad de 1911, el menú del hotel Brooklyn incluyó una serie de platillos finos como caviar ruso, sopa de tortuga y budín de ciruelas inglés con salsa de brandy.: 178 

## Consecuencias

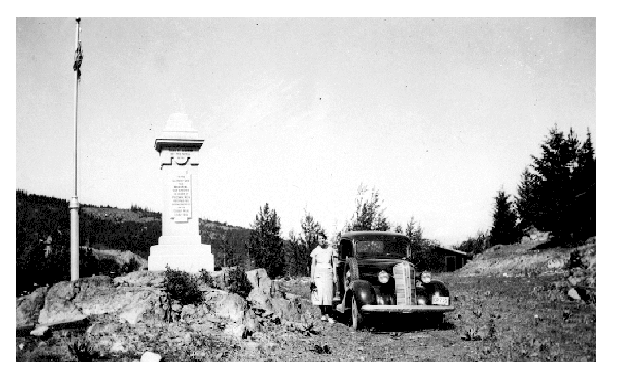
Cenotafio de la Primera Guerra Mundial en Phoenix, 1937

Cuando la Primera Guerra Mundial terminó en 1918, el precio del cobre se redujo drásticamente y Phoenix, que era totalmente dependiente de esa industria, comenzó a decaer.: 179  Cuando el último mineral fue extraído en 1919, miles de personas se marcharon poco después. Bastantes habitantes dejaron atrás sus hogares y pertenencias, haciendo de Phoenix la mayor ciudad fantasma de Canadá que se hubiera visto hasta esa fecha. En 1920, los grupos de demolición se llevaron las iglesias, salones, tiendas, la pista de patinaje y el hospital - las cuales fueron desmanteladas y re-erigidas en otras comunidades.: 179 
Una mina a cielo abierto operó en Phoenix entre la década de 1950 y 1978; sin embargo, el proyecto fue abandonado lo que causó que los edificios históricos fueran demolidos.
Una de las reliquias que persisten es el cenotafio de la Primera Guerra Mundial. Otro monumento se encuentra en las cercanías de Greenwood, donde los mineros de la década de 1970 erigieron una escultura de un ave fénix, que marca las esperanzas de que algún día Phoenix se levante nuevamente. En años recientes, algunos habitantes de la zona han restaurado el cementerio de Phoenix.

## Televisión
Phoenix fue la protagonista del episodio 3, de la temporada 1, de la histórica serie de televisión canadiense Gold Trails and Ghost Towns, que trata sobre fiebres del oro y localidades abandonadas.